# متی‌بی‌رپس
متیو دیوید موریس (متولد ۶ ژانویه ۲۰۰۳)، که بیشتر با نام هنری خود متی‌بی‌رپس (به انگلیسی: MattyBRaps) شناخته می‌شود، خواننده و رپر آمریکایی است که از نوجوانی کار خود را با ایجاد ریمیکس از آهنگ‌های محبوب و ارسال آنها در یوتیوب آغاز کرد.